# Піщаний Брід (Новоукраїнський район)
Піща́ний Брід — село в Україні, адміністративний центр Піщанобрідської громади Новоукраїнського району Кіровоградської області. Орган місцевого самоврядування — Піщанобрідська сільська рада.
Населення становить 2105 осіб.

## Історія
1754-59 й 1761-64 входило до складу Новослобідського козацького полку.
Станом на 1886 рік у селі Лисогірської волості Єлисаветградського повіту Херсонської губернії мешкало 2994 особи, налічувалось 662 дворових господарства, існувала школа, земська станція та 4 лавки.
За даними 1894 року у селі, центрі Піщано-Брідської волості, мешкало 9324 осіб (4337 чоловічої статі та 4987 — жіночої), налічувалось 2315 дворове господарство, існували православна церква, синагога, земська однокласна школа на 162 учні (533 хлопчики й 126 дівчаток), 29 лавок, шинок, винний погріб, млин, крамниця.
За переписом 1897 року кількість мешканців зросла до 10302 осіб (1488 чоловічої статі та 8814 — жіночої), з яких 5952 — православної віри, 4350 — юдейської.
В роки визвольних змагань 1917—1921 р.р. піщанобрідці не раз виступали проти злочинної більшовицької влади. В липні 1919 року більшовики на чолі з кривавим В. Затонським  вбили без суду та слідства невинних мешканців села, серед яких сільський староста Губар, вчителі — подружжя Маруценків Данило Савович і Ганна Юхимівна, Сергій Хижий, брат Данила Юхим Савович, Олександр Антонович Островський, а також батько Г. А. Кузьменко Андрій Іванович Кузьменко, хлопець-школяр Кавицький з сусіднього села Федорівки та ін. 
Злочинна влада вивезла весь хліб з села в 1922—1923 р.р., що спричинило голод. Господарі-трудівники потерпали від колективізації і розкуркулення в 1929—1931 р.р. Багато селян померло від штучно створеного тією ж владою більшовиків Голодомору 1932—1933 р.р.
Районний центр з 1935 по 1956 р.р.
під час другої світової війни нацисьткі окупанти вбили 2315 євреїв.
Радянські війська вибили нацистських окупантів 18 березня 1944 року. Новий голод чекав безправних селян в 1947 р.
З 1991 р. в складі незалежної України.

## Населення
Згідно з переписом УРСР 1989 року чисельність наявного населення села становила 3466 осіб, з яких 1642 чоловіки та 1824 жінки.
За переписом населення України 2001 року в селі мешкало 2968 осіб.

### Мова
Розподіл населення за рідною мовою за даними перепису 2001 року:
| Мова       | Відсоток |
| ---------- | -------- |
| українська | 95,45 %  |
| російська  | 2,19 %   |
| молдовська | 1,28 %   |
| вірменська | 0,54 %   |
| білоруська | 0,44 %   |
| грецька    | 0,03 %   |

## Особистості
- Іван Безпечний (1909—1994) — педагог, філолог-україніст.
- Громко Тетяна — доктор філологічних наук.
- Козакул Юрій Борисович (1975—2022) — сержант Збройних Сил України, учасник російсько-української війни, що загинув у ході російського вторгнення в Україну в 2022 році.
- Галина Кузьменко — публіцистка, дружина Н. Махна.
- Василь Мацієвич — льотчик, Герой Радянського Союзу.
- М. Г. Сазіна — кандидат суспільних наук.
- Петро Чорний — вчитель-дисидент.
- П. П. Чолпан — кандидат фізико-математичних наук.
- Іван Чорногузько (псевдонім Чорний Ворон)  — військовий діяч часів УНР, георгіївський кавалер, вільний козак, повстанський отаман.
- Данило Русинович (псевдонім Чорний)  — брав участь у звільнені села Любомирка